# Avant-premières
Avant-premières est une émission télévisée culturelle hebdomadaire française présentée par Élizabeth Tchoungui et diffusée sur France 2 le mercredi soir à 22 h 00, de septembre 2011 jusqu'en juin 2012. Elle prend la suite de Semaine critique !, présentée par Franz-Olivier Giesbert de 2010 à 2011, diffusée le vendredi.

## Formule
Le site Internet de l’émission note : « Avant-Premières proposera chaque mercredi un panorama passionné, ludique, varié et riche de tout ce qui se crée au cinéma, au théâtre, dans la littérature, la musique et tous les arts en général ».

## L’« équipe » de chroniqueurs

### Équipe originale
- Véronique Olmi, écrivain
- Amanda Sthers, auteur
- Charles Dantzig, écrivain (pour trois semaines seulement[réf. nécessaire])
- Christophe Ono-Dit-Biot, journaliste
- Adélaïde de Clermont-Tonnerre[2], écrivain
- Régis Jauffret, écrivain

### Équipe remaniée
- Christophe Ono-Dit-Biot, journaliste
- Hector Obalk, historien
- Marie Colmant, journaliste
- Régis Jauffret, écrivain
- Claude Askolovitch, journaliste
- Arthur Dreyfus, écrivain